# مكعب OLAP

مثال لمكعب OLAP

مكعب OLAP هو المصطلح الذي يشير نموذجياً إلى هيكلية مصفوفة بيانات متعددة الأبعاد. OLAP هو اختصار لـ المعالجة التحليلية المتصلة،  وهو تقنية معتمدة على الحاسوب لتحليل البيانات وللبحث عن معلومات. مصطلح  المكعب  يشير هنا إلى مجموعة من البيانات متعددة الأبعاد، والتي أيضًا تسمى أحيانًا المكعب الزائدي إذا كان عدد الأبعاد أكبر من 3.

## اصطلاحياً
يمكن اعتبار المكعب تعميماً متعدد الأبعاد لاثنين أو ثلاثة من الأبعاد. على سبيل المثال، قد ترغب شركة في تلخيص البيانات المالية من قبل المنتج، باستخدام الفترة الزمنية، والمدينة لمقارنة المصروفات الفعلية والميزانية. المنتج والوقت والمدينة والسيناريو (الفعلية والميزانية) هي أبعاد البيانات.
المكعب هو اختصار لـ بيانات متعددة الأبعاد، بالنظر إلى أن البيانات يمكن أن يكون لها عدد متغير من الأبعاد. مصطلح المكعب الزائدي يستخدم في بعض الأحيان، وخاصة بالنسبة للبيانات مع أكثر من ثلاثة أبعاد.
تقطيع هو مصطلح للبعد الذي يبقى ثابتاً لجميع الخلايا بحيث يمكن أن تظهر المعلومات متعددة الأبعاد في الفضاء المادي الأبعاد من جدول أو جدول محوري. كل خلية من المكعب يحمل الرقم الذي يمثل بعض قياسات للعمل، مثل المبيعات والأرباح والنفقات والميزانية والتوقعات. عادة يتم تخزين البيانات OLAP في مخطط نجمي أو مخطط ندفة الثلج في العلائقية مستودع البيانات أو في نظام إدارة البيانات لأغراض خاصة. المقاييس عادة مشتقة من سجلات جدول الحقيقة، والأبعاد عادة مشتقة من جدول الأبعاد.